# لين بيزلي
الأستاذة ليندا (لين) دنت بيزلي (مواليد 1944) هي عالمة أعصاب ومعلمة مقيمة في بيرث، أستراليا الغربية. وهي حاليًا زميلة فخرية متميزة في معهد الدراسات المتقدمة بجامعة أستراليا الغربية،  وحاملة لقب السير والتر مردوخ كأستاذة علوم متميزة في جامعة مردوخ.  من بين العديد من الجوائز ، تم تعيينها ضابطة وسام أستراليا تقديرا لمساهماتها في العلوم الطبية  وزميلة الأكاديمية الأسترالية للتكنولوجيا والهندسة  وزميلة الأكاديمية الأسترالية للعلوم . 

## تعليمها
درست بيزلي علم الحيوان في جامعة أكسفورد، بعده حصلت على درجة الدكتوراه في جامعة إدنبرة في مجال تطور الرؤية واستعادتها بعد الإصابة.[بحاجة لمصدر]

## حياتها المهنية
أنشأت مجموعتها البحثية كزميلة أبحاث في المجلس الوطني للصحة والبحوث الطبية في جامعة أستراليا الغربية في عام 1976 ، والتي عاستمرت في العمل بها حتى عام 1994 عندما تم تعيينها كأستاذة. بحثها النابع من التعاون مع الأستاذ الدكتور أدى جون نيونهام إلى حدوث تغييرات في الممارسة السريرية لإعطاء الكورتيكوستيرويدات للنساء المعرضات لخطر الولادة المبكرة والتي تساعد في نضج رئتي الجنين مبكراً، مما يحسن عملية التنفس عند الرضع مبكرة الولادة. 
شغلت بيزلي منصب كبيرة العلماء في غرب أستراليا من عام 2006 إلى عام 2013 حيث كانت تقدم المشورة لحكومة الولاية بشأن العلوم والابتكار والتكنولوجيا.  تضمن عملها إنشاء خط ساخن وطني لفنيي المختبرات في المدارس، للعمل من أجل ممرات مائية أكثر صحة عبر الولاية من خلال إنشاء دولفين واتش ،  ونجحت في تأمين أستراليا الغربية كمضيف للجزء منخفض التردد من تلسكوب مصفوف الكيلومتر المربع (SKA-low) في مرصد مورشيسون لعلم الفلك الراديوي في غرب أستراليا.  كانت قائدة بعثة لغرفة التجارة الأسترالية الإسرائيلية (WA) إلى إسرائيل في عام 2008. 
بيزلي أيضًا معروفة كمعلمة ومدافعة عن التعليم، ويمتد حماسها إلى إلقاء المحاضرات على المستوى الجامعي ، والعمل على تشجيع مشاركة أطفال المدارس في العلوم ،  وهي زميلة الكلية الأسترالية للمعلمين.
بيزلي عضوة حالية أو سابقة في مجلس إدارة مؤسسة أبحاث مستشفى بيرث الملكية  مؤسسة معرض الفنون الأسترالية الغربية، وشبكة أبحاث النظم البيئية الأرضية ،  ومعهد علوم الأذن في أستراليا. وهي راعية لمؤسسة انعكاسات من خلال الواقع ،  ونادي علماء الطبيعة في أستراليا الغربية ،  ونائبة راعي جمعية أستراليا الغربية الملكية. وهي عضوة حالية أو سابقة في المجلس الاستشاري لمجموعة رؤية موناش لتحسين الرؤية عن طريق التكنولوجيا،  ومركز التميز التابع لمجلس الأبحاث الأسترالي لوظائف الدماغ التكاملية.  بيزلي أيضًا عضوة في المجلس الاستشاري للتكنولوجيا والصناعة التابع لحكومة أستراليا الغربية. كانت أحد أمناء متحف أستراليا الغربية من 1999 إلى 2006. ساعدت في إنشاء منحة برايت ووتر لين بيزلي للبحث في إعادة تأهيل إصابات الدماغ المكتسبة. 

## التقدير والجوائز
في عام 2009 ، تم اكتشاف نوع جديد من الإسفنج في بيرث كانيون قبالة جزيرة روتنيست وأطلق عليه اسم مانيهنيا لينبيزلي على اسم بيزلي. 
- 2009 مُنحت وسام أستراليا لخدماتها في العلوم الطبية [21]
- 2009 زميل الأكاديمية الأسترالية للتكنولوجيا والهندسة [22]
- قاعة مشاهير نساء غرب أستراليا 2011 [23]
- 2012 جائزة الحاكم في العطاء
- 2013 تم إدراجها في قاعة مشاهير العلوم في أستراليا الغربية [24]
- جائزة أستراليا الغربية لعام 2015 [25]
- العضوية الفخرية في براج من المعهد الملكي في أستراليا لعام 2015 [26]
- 2014 زميل بول هاريس في منظمة الروتاري الدولية [27]
- 2018 دكتوراه فخرية في العلوم ANU [28]
- 2019 زميل الأكاديمية الأسترالية للعلوم [29]